# 賴夫山
47°32′27″N 12°38′35″E / 47.54083°N 12.64306°E

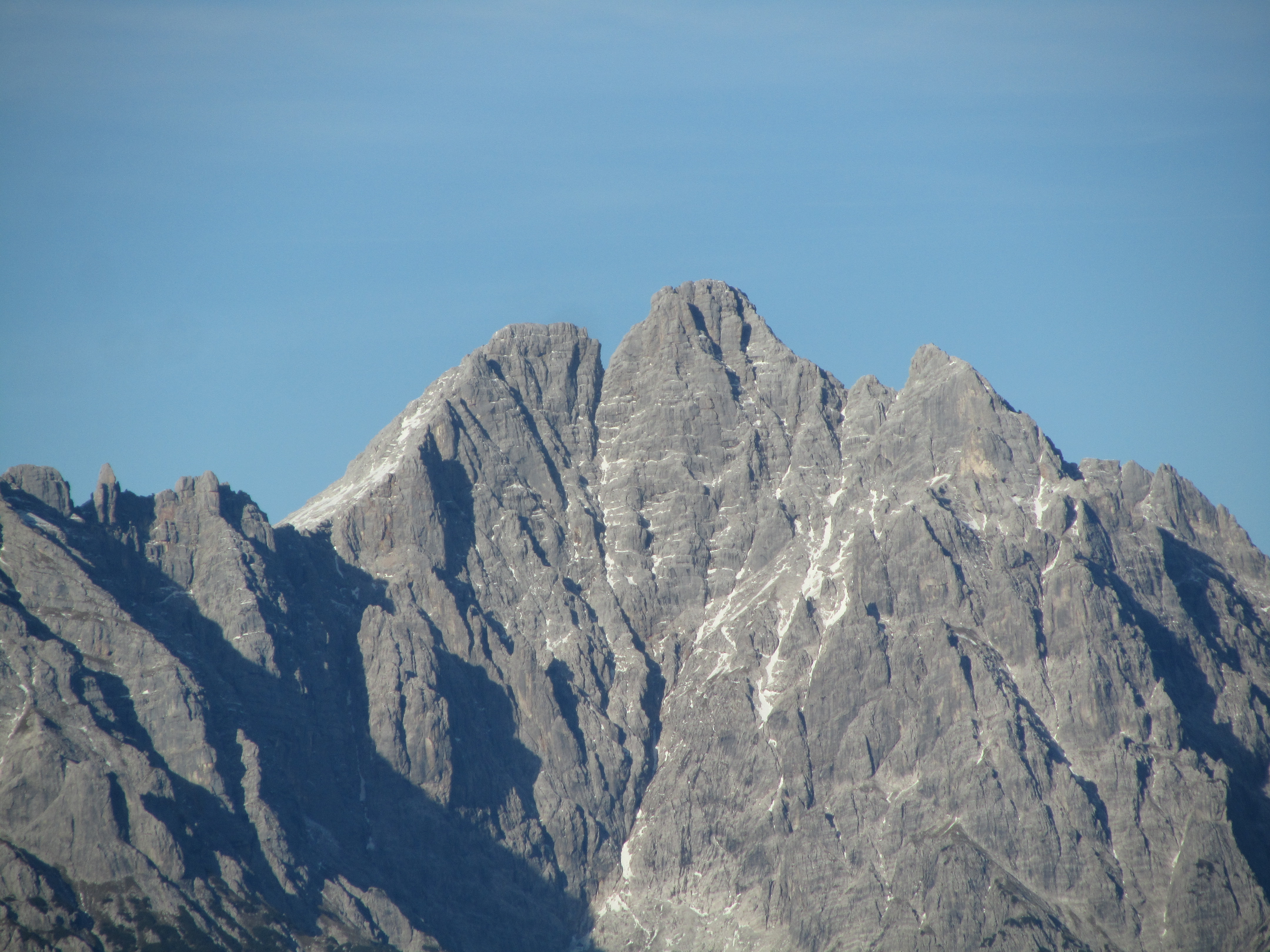

賴夫山（德語：Reifhorn），是奧地利的山峰，位於該國西部，處於蒂羅爾州和薩爾茨堡州接壤的邊界，屬於洛弗山脈的一部分，距離大奧克森山1.3公里，海拔高度2,488米。